# Smart Lander for Investigating Moon
Der Smart Lander for Investigating Moon (SLIM) ist eine unbemannte Mondsonde der Raumfahrtbehörde Japans (JAXA). Die Sonde wurde im September 2023 mit einer H-IIA-Rakete gestartet. Nach viereinhalb Monaten Flug landete sie am 19. Januar 2024 am Shioli-Mondkrater in der Nähe der Ebene Mare Nectaris, womit Japan als fünftem Land eine weiche Mondlandung gelang. Infolge eines Triebwerksdefekts landete SLIM in falscher Position und ging wenige Stunden später außer Betrieb, weil seine Solarzellen im Schatten lagen und keinen Strom mehr erzeugten. Als am 28. Januar wieder genügend Sonnenlicht auf die Solarzellen fiel, schaltete sich die Sonde wieder ein. Mit ihrer Multispektralkamera untersuchte sie nun die Mondoberfläche, bis sie vor Sonnenuntergang am 31. Januar planmäßig außer Betrieb genommen wurde. Am 26. Februar, am 27. März und letztmals am 23. April gelang jeweils eine weitere Inbetriebnahme.

## Nutzlasten
Die folgenden Nutzlasten werden auf dem Lander mitgeführt:
- MBC (Multi-Band Spectral Camera): Eine Multispektralkamera, welche die Zusammensetzung des umliegenden Mondgesteins untersuchen soll.

- LRA (Laser Retro-Reflector Array) vom Goddard Space Flight Center der NASA: Acht auf einem Kugelsegment angeordnete Retroreflektoren, mit deren Hilfe aus einem Mondorbit die exakte Position des Landers optisch vermessen werden kann.[4]

- LEV-1 (Lunar Excursion Vehicle 1): Ein springender Mondrover, welcher mit einem Thermometer, einem Strahlungsmessgerät, einem Neigungssensor und einem Amateurfunksender ausgestattet ist. Der Rover sollte für mindestens 40 Minuten nach der Landung Messungen vornehmen.[5]

- LEV-2/Sora-Q: Ein kugelförmiger, zweirädriger Mondrover mit einem Durchmesser von 8 cm. Sora-Q ist mit zwei Kameras ausgestattet und sollte für etwa 2 Stunden nach der Landung Bilder aufnehmen. Der Rover wurde durch eine Kooperation zwischen der JAXA, Takara Tomy, Sony und der Dōshisha-Universität entwickelt.[6] Ein baugleicher Mondrover war bereits auf der fehlgeschlagenen Mondmission Hakuto-R M1 mitgeführt worden.[7] Anders als LEV-1 war LEV-2 nicht darauf ausgelegt, gesammelte Daten eigenständig zur Erde zu senden, sondern musste sie von LEV-1 weiterleiten lassen.[5]

## Missionsverlauf

Flugbahn des Mondlanders (grün = Mond)

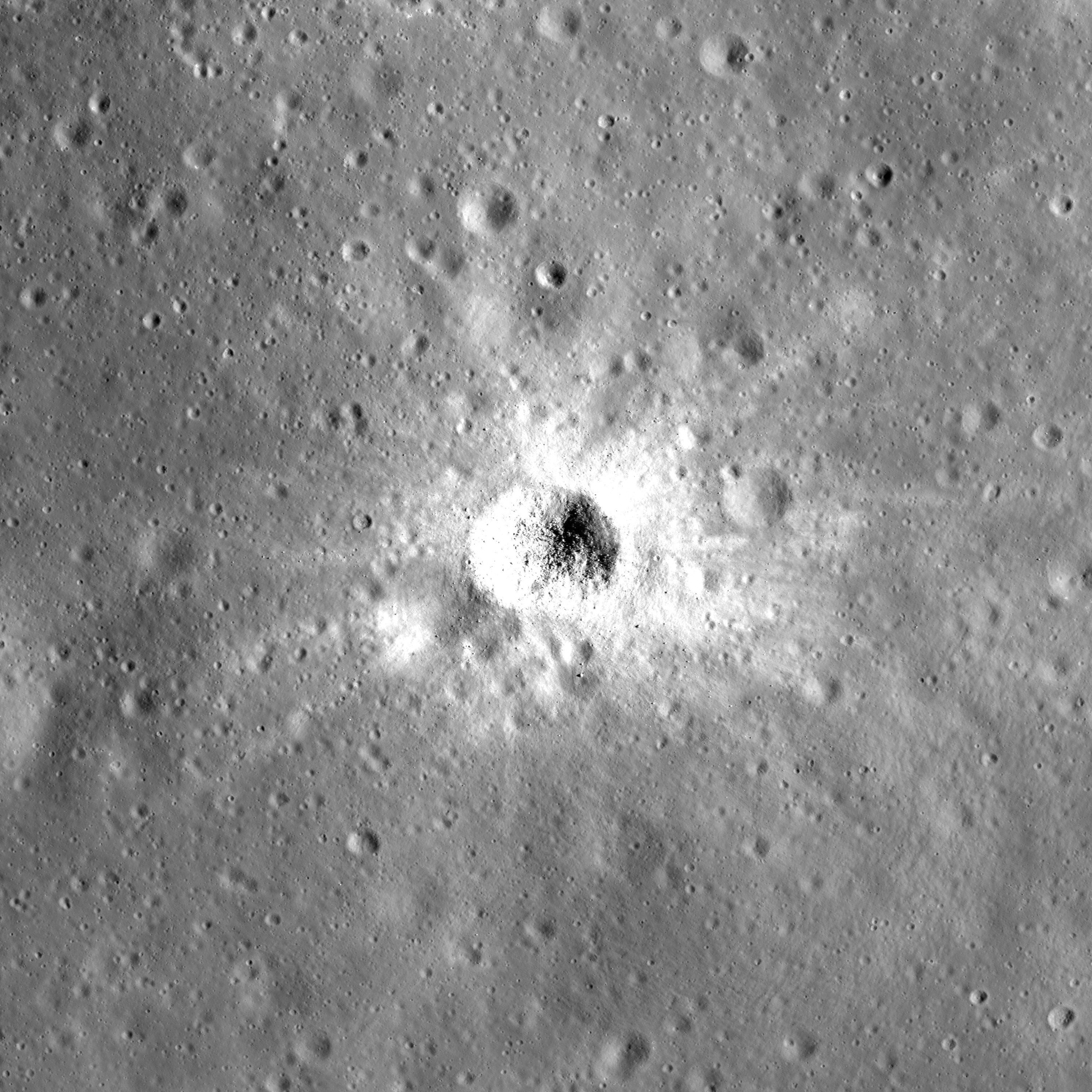
Der Shioli-Krater, umgeben von (weiß erscheinendem) Auswurfmaterial

Der Start erfolgte am 6. September 2023 (UTC) mit einer H-IIA-202-Rakete von Mitsubishi Heavy Industries vom Weltraumbahnhof Tanegashima aus.
Nach dem Start in eine elliptische Erdumlaufbahn erreichte SLIM am 25. Dezember 2023 mit eigenem Antrieb eine Mondumlaufbahn von 600 × 4000 km Höhe (d. h. Periselenum 600 km, Aposelenum 4000 km). Es war eine treibstoffsparende Flugbahn gewählt worden, sodass der Lander erst dreieinhalb Monate nach dem Start in den Mondorbit eintrat. In den nachfolgenden drei Wochen wurde die Bahn schrittweise auf 600 × 600 km zirkularisiert. Am 19. Januar (JST) wurde das Periselenum auf 15 km abgesenkt und der Landeanflug eingeleitet; nach 15:10 Uhr (UTC) näherte sich SLIM wie geplant der Mondoberfläche beim Shioli-Krater in der Nähe der Ebene Mare Nectaris. In 4000, 500 und 50 Metern Höhe hielt er jeweils kurz inne, um mit seiner Landekamera die Zielposition anzuvisieren. In 50 Metern Höhe wählte er außerdem eine Landestelle, die frei von Hindernissen war.
Wegen der Neigung des Terrains am Kraterrand von circa 15° nutzte der Lander eine Zwei-Schritt-Landemethode, bei welcher zuerst das Hauptlandegestell die Oberfläche berühren sollte und der Lander sich dann nach dem gezielten Zünden eines Triebwerks so drehen sollte, dass er sich nach vorne neigt und auch der Rest des Landegestells auf der Oberfläche ankommt. Um Beschädigungen an oder im Inneren der Mondsonde zu verhindern, sollte die mechanische Energie beim Aufsetzen durch speziell für die Mission entwickelte additiv gefertigte Füße, bestehend aus einem offenen, halbkugelförmigen Metallgerüst, durch irreversible Verformung absorbiert werden.

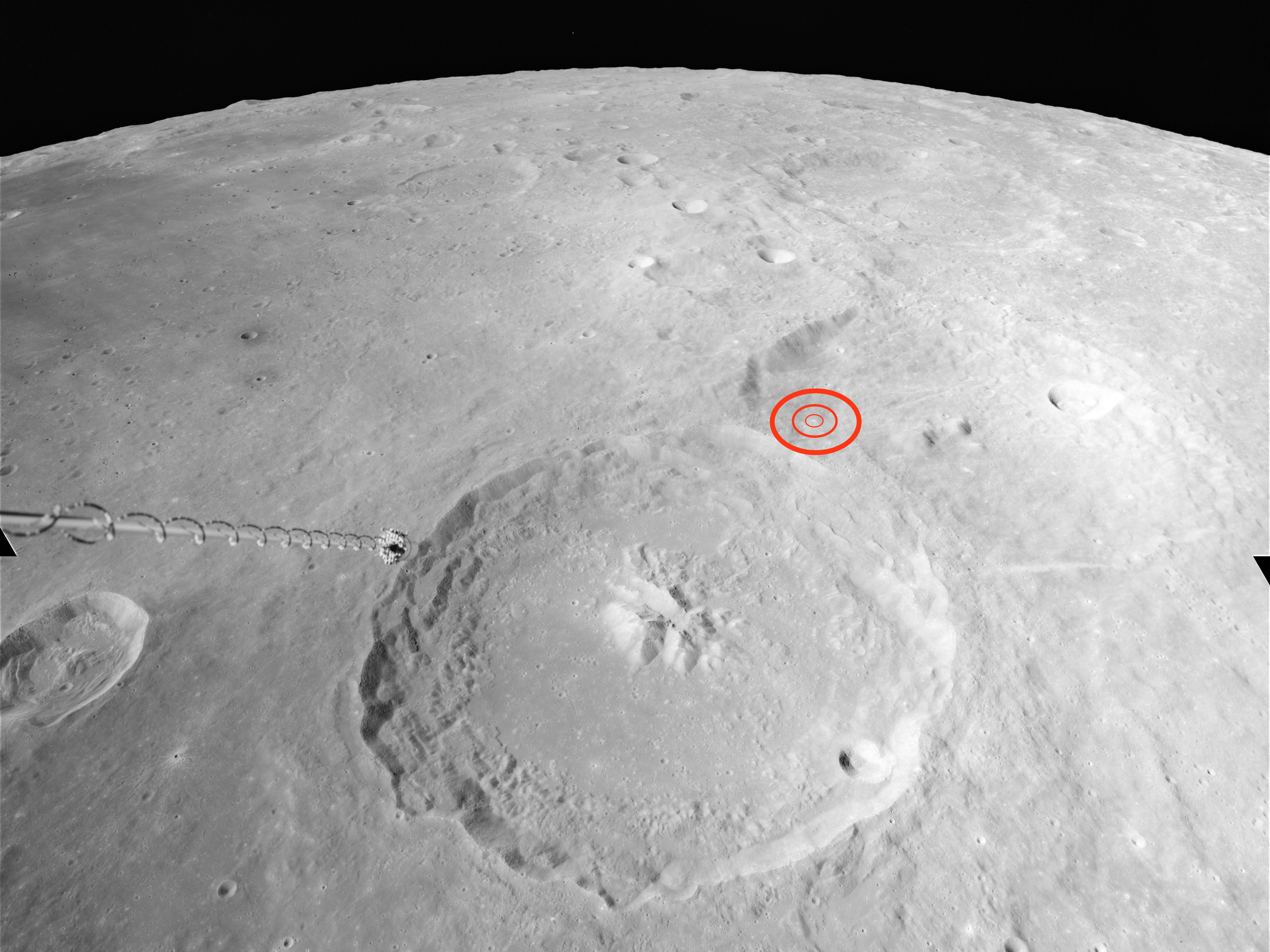
Die Landestelle, der Shioli-Krater (innerhalb der roten Kreise) am Rand des Theophilus-Kraters (im Vordergrund) und des Mare Nectaris (links)

Während des Schwebeflugs in 50 Metern Höhe entstand jedoch ein Schaden an einem der beiden Haupttriebwerke, die Triebwerksdüse löste sich und fiel zu Boden. Der verbleibende Schub war zwar groß genug, um sicher die Oberfläche zu erreichen, aber auch asymmetrisch. Dadurch geriet der Lander in eine zu starke Horizontalbewegung. Nachdem er in fünf Metern Höhe wie geplant die beiden Rover (LEV) abgeworfen hatte, setzte er um 15:20 Uhr auf und rollte um 180 Grad, sodass er auf seiner Oberseite statt auf einer Seitenfläche zu liegen kam. Die Solarzellen des Landers zeigen seitdem nach Westen statt – wie geplant – nach oben. Da die Landung am Morgen eines Mondtags stattfand und die Sonne auf dem Mond wie auf der Erde im Osten aufgeht, lagen die Solarzellen zunächst im Schatten und erzeugten keinen Strom mehr. Während die Rover in Betrieb gingen und Daten zur Erde sendeten, schaltete die JAXA den Lander in einen Stromsparmodus; zudem ließ sie die soweit gespeicherten Daten – Fotos und Messwerte der Instrumente – schnellstens zum Missionskontrollzentrum übertragen.
Nach zweieinhalb Stunden auf der Mondoberfläche schaltete SLIM sich bei einem Batteriestand von 12 % ab, um eine Komplettleerung der Batterie zu verhindern. Es bestand die Chance, dass der Lander spätestens am Abend des laufenden Mondtages wieder aktiv werden würde, wenn volles Sonnenlicht auf die Solarzellen fällt. Die JAXA begann daher um die Mondmittagszeit am 24. Januar mit Versuchen, den Kontakt zu SLIM wiederherzustellen. Am 28. Januar war man damit erfolgreich, der Mondlander ging gegen 19:30 Uhr (UTC) wieder in Betrieb. Am 30. Januar holte er ab 13 Uhr die geplante Untersuchung der Mondoberfläche mit der Multispektralkamera nach. Um 00:06 Uhr – kurz vor Sonnenuntergang an der Landestelle – schaltete die JAXA den Lander wieder ab.
Alle vier Wochen scheint die Sonne wieder am Mondabend auf die Solarzellen, sodass theoretisch die Möglichkeit besteht, den Lander jeweils wieder für einige Tage in Betrieb zu nehmen. Obwohl SLIM nicht dafür ausgelegt war, die Temperaturen einer Mondnacht von bis zu unter −130 °C zu überstehen, gelang der JAXA am 26. Februar 2024 eine Wiederinbetriebnahme. Drei Tage darauf wurde die Sonde bei Sonnenuntergang wieder abgeschaltet. Am 27. März gelang eine dritte Reaktivierung, wobei Schäden an einigen Temperatursensoren und Batteriezellen festgestellt wurden. Am nächsten Mondtag war der Lander nochmals einige Tage lang in Betrieb.

## Missionsziele und -resultate
Mit SLIM wurde ein besonders präzises Landeverfahren mit einer Genauigkeit von 100 Metern erprobt. Auf der Mondoberfläche sollte die Gesteinszusammensetzung des  Mondmantels analysiert werden. Die Landestelle neben dem Shioli-Krater wurde gewählt, weil man dort Gestein vermutet, das aus dem Mondmantel, also von unterhalb der Oberfläche stammt.
Die Landung gelang trotz des Triebwerksschadens mit 55 Metern Abweichung vom Zielpunkt, womit die Landenavigation erfolgreich funktionierte. Da die JAXA als Mindestanforderung eine weiche Landung und einen Betrieb auf der Mondoberfläche vorgegeben hatte, betrachtet sie die Mission auch insgesamt als Erfolg. Nach der erfolgreichen Reaktivierung der Sonde wurden die geplanten Untersuchungen des Mondgesteins mit der Multispektralkamera nachgeholt, sodass auch dieses zusätzliche Missionsziel erreicht wurde. In der kurzen Zeit bis zum Stromausfall war die Kamera nur im Testbetrieb gewesen.
Beide Rover sollen wie geplant funktioniert haben. LEV-2 machte mindestens ein Foto des auf dem Kopf (auf einem herausragenden Treibstofftank und zwei der seitlichen Landefüße) liegenden Landers und sandte es über LEV-1 zur Bodenstation. LEV-1 unternahm mehrere Sprünge und sandte über den Amateurfunksender Morsesignale zur Erde.